# Aphaena apicata
Aphaena apicata är en insektsart som beskrevs av William Lucas Distant 1906. Aphaena apicata ingår i släktet Aphaena och familjen lyktstritar. Inga underarter finns listade i Catalogue of Life.